# Gössenheim
Gössenheim település Németországban, azon belül Bajorországban. Lakosainak száma 1089 fő (2023. december 31.). Gössenheim Eußenheim, Karsbach, Gemünden am Main és Karlstadt községekkel határos.

## Népesség
A település népessége az elmúlt években az alábbi módon változott:
| Lakosok száma | 584  | 893  | 1096 | 1167 | 1196 | 1176 | 1179 | 1143 | 1093 | 1089 |
|               | 1875 | 1950 | 1975 | 1987 | 2012 | 2014 | 2016 | 2017 | 2021 | 2023 |